# Emeline Millory
Emeline Millory, née le 17 mai 1985 à Clermont-Ferrand, est une tumbleuse française.
Championne de France en 2002, elle est médaillée de bronze dans l'épreuve féminine de tumbling par équipe avec Delphine François et Marion Limbach aux Championnats du monde 2003 à Hanovre et aux Championnats du monde 2005 à Eindhoven avec Delphine François, Marion Limbach et Elisa Faure ainsi qu'aux Championnats d'Europe de 2004 avec Delphine François, Marion Limbach et Claire Bredillet.